# Утхара Унникришнан
Утхара Унникришнан (там. உத்ரா உன்னிகிருஷ்ணன்; род. 11 июня 2004 года) — индийская певица (закадровый исполнитель).
Дочь известного певца П. Унникришнана и его жены Прии, танцовщицы бхаратнатьям. Учится в школе Леди Андал в Ченнаи. Утхара начала изучать пение под руководством гуру Судха Раджа в шесть лет и в составе хора «Саргам» выиграла бронзовую медаль на международных соревнованиях по хоровому пению.
В качестве закадровой певицы дебютировала в тамильском фильме Saivam (2014), записав для него песню «Azhagu».
Композитор Г. В. Пракаш Кумар выбрал для исполнения песни Утхару по рекомендации своей жены Сайндхави, которая ранее слышала пение девочки на одном из праздничных вечеров.
Благодаря этой песне она выиграла Filmfare Awards South,
а также Национальную кинопремию за лучший женский закадровый вокал, став самой молодой её обладательницей.
Ещё одна песня «Nadhi Pogum», записанная Утхарой для вышедшего в том же году триллера Pisaasu, принесла ей премию Vijay Awards.
Также голосом Утхары поёт песню «Eena Meena Teeka» дочь героя Виджая в фильме «Затаённое пламя» (2016).